# 彼得·斯唐
彼得·约翰·斯唐（英語：Peter John Stang，1947年11月17日—），德裔美国化学家。斯唐主要的研究內容在於特殊几何构型的分子的分子建构和超分子组装化学。他分別在2006年與2010年時獲得萊納斯·鮑林獎及国家科学奖章，並在2000年至2001年間擔任有機化學期刊主編。

## 生平
彼得·斯唐出生於德國紐倫堡，他的父親是匈牙利人，母親是德國人，青少年時期大多數住在匈牙利。求學時期，斯唐接受了嚴謹的數學與科學課程。他曾在家裡將藥店的混合料中弄出黑色火藥，以及從他母親煮熟的紫甘藍中取出汁液並製作出一酸鹼值指示劑，並賣給了他的化學研究員。
當斯唐在高中二年級的時，他與他的家人為了逃避蘇聯於1956年入侵匈牙利而逃往美國芝加哥。儘管斯唐一開始因不會英文而未通過美國歷史與英語課程，但他仍在科學與數學課程的分數上位居頂端。斯唐的老師對他的表現感到困惑，於是給了他一次智力測驗，但斯唐被測驗的陌生格式所困惑著，最後僅獲得78分。儘管如此，斯唐仍獲得帝博大學就學資格，並於1963年獲得学士学位。隨後，斯唐在1966年於加州大學柏克萊分校獲得哲學博士學位。
1968年，斯唐於普林斯頓大學與國立衛生研究院博士後研究員保羅·馮·拉居·施萊爾合作研究。1969年，斯唐踏入猶他大學化學系任職助理教授，並1979年成为教授。斯唐後來於1997年成為猶他大學科學院院長，在此期間，他成立了約翰與瑪法·沃諾克基金教授席數學類，並於2006年致力於監督建造新的大衛·格蘭特（David M. Grant）高磁場核磁共振中心。2007年，彼得·斯唐辭去科學院院長職務。彼得·斯唐是美國國家科學院院士，並在2000年至2001年間擔任有機化學期刊主編。2013年時，美國化學學會授予普利斯特里獎給彼得·斯唐。

## 獎項與榮耀
- 普利斯特里獎（2013年）[5]
- 美國國家科學獎章（2010年）[6]
- 保羅·加斯曼（Paul G. Gassman）傑出貢獻獎：美國化學學會有機化學部門（2010年）[7]
- 弗蘭克·阿爾伯特·科頓獎傑出化學研究獎：美國化學學會（2010年）[7]
- 中国科学院化學研究所、浙江大學、華東師範大學、華東理工大學名譽教授（2010年）[8]
- 弗莱德·巴索洛（Fred Basolo）獎無機化學傑出研究獎（2009年）[7]
- 匈牙利科學院外籍院士（2007年）[1]
- 美國化學學會化學獎碘化學創新研究與應用獎（2007年）[1]
- 萊納斯·鮑林獎（英语：Linus Pauling Award）（2006年）[9]
- 中国科学院外籍院士（2006年）[10]
- 美國文理科學院院士（2002年）[11]
- 美國化學學會喬治·歐拉（George A. Olah）獎碳氫化合物與石油化學獎（2003年）[7]
- 美國科學促進會董事會成員（2003年至2007年）[12]
- 美國國家科學院院士（2000年）[7]
- 羅伯特·帕里（Robert W. Parry）教學獎（2000年）[8]
- 美國化學學會詹姆士·弗萊克·諾里斯（James Flack Norris）獎物理有機化學獎（1998年）[13]
- 猶他大學羅森布拉特傑出獎（1995年）[8]
- 猶他州化學獎：美國化學學會（1994年）[8]
- 猶他州州長科學與技術獎（英语：Utah Governor's Medal for Science and Technology）（1993年）[8]
- 莫斯科國立大學名譽科學博士（1992年）
- 富布賴特資深學人（1987年至1988年）[13]
- 猶他大學傑出研究獎（1987年）[8]
- 美國科學促進會、日本學術振興會研究員（1985年、1998年）[14]
- 以色列理工學院戴維斯夫人研究員（英语：Lady Davis Fellowship）客座教授（1986年、1997年）[13]
- 洪堡（Humboldt）資深美國科學家研究獎（1977年、1996年、2010年）[13]
- 美國化學會志副主编（1982年至1999年）[13]
- 國家有機化學研討會執行官（1985年）[8]

## 外部連結
- University of Utah faculty bio （页面存档备份，存于）
- A Video interview of Professor Stang on the Eminent Organic Chemists Website （页面存档备份，存于）